# Armadillidium pictum
Armadillidium pictum là một loài chân đều trong họ Armadillidiidae. Loài này được Brandt miêu tả khoa học năm 1833.